# واين نيلسون
واين نيلسون (بالإنجليزية: Wayne Nelson)‏ هو موسيقي أمريكي، ولد في 1 يونيو 1950 في كانساس سيتي في الولايات المتحدة.

## وصلات خارجية
- الموقع الرسمي
- واين نيلسون على موقع ميوزك برينز (الإنجليزية)
- واين نيلسون على موقع ديسكوغز (الإنجليزية)